# 城区街道 (左权县)
城区街道，是中华人民共和国山西省晋中市左权县下辖的一个乡镇级行政单位。

## 行政区划
城区街道下辖以下地区：
康宁社区、牧童社区、暈山社区、营盘社区、皇母圣社区、钟鼓楼社区、万寿社区和永清社区。